# میشل مورولو
میشل مورولو (انگلیسی: Michele Murolo؛ زادهٔ ۲۷ نوامبر ۱۹۸۳) بازیکن فوتبال اهل ایتالیا است.
از باشگاه‌هایی که در آن بازی کرده‌است می‌توان به باشگاه فوتبال سالرنیتانا، باشگاه فوتبال یووه استابیا، باشگاه فوتبال اسپتزیا، و باشگاه فوتبال ویچنزا اشاره کرد.